# Nguru (Nigeria)
Nguru ist eine Stadt und Local Government Area im Bundesstaat Yobe in Nigeria.

## Geographie
Nguru grenzt im Norden an Yusufari, im Osten an Karasuwa, im Süden an Guri, im Westen an Biriniwa und im Nordwesten an Machina. Der Hauptort Nguru liegt rund fünfzig Kilometer von der Staatsgrenze zu Niger entfernt. Südöstlich von Nguru erstrecken sich die Hadejia-Nguru-Feuchtgebiete. Die jährlich wiederkehrenden Flutungen der Feuchtgebiete sind wesentlich für die von der Bevölkerung praktizierten Wirtschaftszweige Ackerbau, Weidewirtschaft und Fischerei. Außerdem füllen sie die Grundwasserreservoires wieder auf, von denen die Stadt abhängig ist. Südlich der Stadt liegt der 37 km² große Nguru-See, der durch seinen Fischreichtum eine wichtige Rolle in der Ernährung der örtlichen Bevölkerung hat.

## Geschichte
Nguru war eine Provinz des Reichs Kanem-Bornu. Anfang des 19. Jahrhunderts bedrohte die Expansion des Kalifats von Sokoto unter Usman dan Fodio das Reich, das Truppen aus Nguru zur Hilfe rief. Der Herrscher von Nguru versuchte in den Kriegswirren von Kanem-Bornu unabhängig zu werden, wurde darin allerdings nur vom Herrscher der Provinz Mounio unterstützt und hatte keinen Erfolg. In Zinder, einer weiteren Provinz Kanem-Bornus, begann 1893 die Herrschaft von Sultan Amadou dan Ténimoun. Der Sultan eroberte zunächst Machina und dann Nguru, wo er einen neuen Herrscher einsetzte. Nach der Schlacht bei Kousséri im Jahr 1900 und dem damit verbundenen Untergang des Reichs Kanem-Bornu wurde Nguru britisch. Im unabhängigen Nigeria gehörte Nguru ab 1976 zum Bundesstaat Borno, bis 1991 der Bundesstaat Yobe aus Borno herausgelöst wurde.

## Bevölkerung
Nguru hat laut Volkszählung 2006 150.699 Einwohner.